# Pin de Monterey
Pinus radiata
Espèce
Classification phylogénétique
Statut de conservation UICN

 EN B2ab(ii,iii,v) : En danger
Le Pin de Monterey (Pinus radiata D. Don = Pinus insignis) est un conifère de la famille des Pinacées. Il est plus rarement appelé Pin insigne.

## Description
Arbre originaire de la côte ouest des États-Unis, il peut mesurer jusqu'à 50 m (Nouvelle-Zélande) mais reste en général dans les 15 à 30 m. Son tronc parfois court et puissant supporte de très grosses charpentières. Il peut mesurer jusqu'à 2 m de diamètre voire plus. Le feuillage est vert brillant, les aiguilles sont regroupées par trois (par deux pour la var. binata) et font entre 10 et 15 cm. Les cônes font de 7 à 15 cm, sont longs, ovoïdes et sont tous orientés vers le tronc. L'écorce est fissurée et de couleur gris foncé à brune.
Comme beaucoup de Pins du sous genre Pinus, le Pin de Monterey est adapté au feu. Ses cônes sont sérotineux, ils restent fermés jusqu'à ce qu'un incendie (ou une très forte chaleur) en provoque l'ouverture, une abondante quantité de graines est alors libérée permettant à la forêt de se régénérer.

### Exigences écologiques
- Sol : sol acide superficiel à profond. Il préfère les sols sablonneux et n'apprécie guère les terrains mal drainés. Il est peu exigeant vis-à-vis de la richesse minérale[2].
- Climat : le pin de Monterey est une espèce sensible au froid, à la neige lourde (rupture de charpentière) et aux gelées de printemps. Il affectionne les zones littorales. Il résiste à des froids allant jusqu'à -15 °C.

## Aire de répartition
Californie, baie de Monterey et îles. Introduit en 1833.
Le pin de Monterey est originaire de la côte sud-ouest des États-Unis. 
La variété variata se rencontre à l'état naturel dans trois localités de côte de la Californie centrale (à 30-400 m d'altitude ; une dans les comtés de San Mateo et Santa Cruz, une dans le comté de Monterey et une dans le comté de San Luis Obispo), tandis que la variété binata se développe naturellement sur les îles Guadalupe et Cedros, au large de la côte ouest de la Basse-Californie du Nord, au Mexique (à 600-1200 m d'altitude). 
Le Pin de Monterey a été classé dans la catégorie espèce en danger dans son habitat naturel, il est en effet menacé par des chèvres sauvages et par un agent pathogène invasif (Fusarium circinatum). 

## Utilisation

### Sylviculture
Du fait de sa grande sensibilité au froid et de sa forte exigence en humidité atmosphérique, en France, les reboisements ont été limités à la côte Atlantique, au Pays basque, la Bretagne et à la région méditerranéenne.
En 2023, les plantations de Pin de Monterey occupaient 4 millions d'hectares, dont les neuf dixièmes se situaient dans l'hémisphère sud. A la fin du XXe siècle, les plantations de pins couvraient environ 800 000 ha en Australie, la principale essence étant le Pin de Monterey (773 000 hectares). Elle est également massivement utilisée au Chili (1,5 million d'hectares), en Uruguay, au Brésil, en Afrique du sud, en Nouvelle Zélande (1,5 million d'hectares) et en Espagne (287 000 ha). 
Il est utilisé en menuiserie, en bois de construction, en bois de trituration chimique et mécanique (pâte à papier), et pour le placage et pour des panneaux de fibres. 
Le Pin de Monterey s'est rapidement révélé invasif dans la plupart des pays de l'hémisphère sud où il a été introduit, colonisant en particulier les paysages de prairies et de savanes.

### Intérêt ornemental
- Forme générale : hauteur jusqu'à 50 mètres, largeur jusqu'à 15 mètres.
- Feuillage.
- Fleur, fruit.

### Contraintes et propriétés d'utilisation
Utilisation dans les régions à hiver doux, ce bel arbre d'ornement au feuillage très dense est à planter en isolé. De croissance rapide et à tronc droit, il est très utilisé en reboisement en Australie, Afrique du Sud, Nouvelle-Zélande et dans le Pays basque espagnol. Ses aiguilles vont par trois.
- Propriétés: taille élevée, peut grandir de plus de 1,5 m par an et son tronc peut prendre 3 cm de diamètre par an en phase juvénile.
- Contraintes: arbre ayant besoin de beaucoup de place en plantation ornementale. Il produit énormément de bois mort et une ombre très dense. Système racinaire superficiel et puissant mais arbre sensible aux fortes tempêtes.

Particularités entretien / plantation.
- élagage régulier pour purger les bois morts dangereux et surtout étêtage à proscrire (comme pour tout arbre).
- Sensibilité au froid, attaqué par la processionnaire du pin et le Fusarium du pin (en)[7].
- Bois souvent noueux et de faible résistance mécanique (croissance rapide).